# District de Kaijonharju
Le district de Kaijonharju (en finnois : Kaijonharjun suuralue) est un district  de la ville d'Oulu en Finlande. 

## Description
Le district a 16 553 habitants (1.1.2013)
 
et 7 994 emplois (31.12.2009)
.